# Lurate Caccivio
Lurate Caccivio ist eine norditalienische Gemeinde (comune) mit 9695 Einwohnern (Stand 31. Dezember 2023) in der Provinz Como in der Lombardei. 

## Lage und Einwohner
Die Gemeinde Lurate Caccivio liegt etwa 8 Kilometer südwestlich von der Provinzhauptstadt Como, etwa 14 Kilometer ostsüdöstlich von Varese und etwa 35 Kilometer nordwestlich von Mailand. Zur Gemeinde gehören die Fraktionen: Lurate, Caccivio, Castello und Monte Sinai. Seit Dezember 2010 führt die Gemeinde durch Präsidialerlass den Titel Città (Stadt).
Die Nachbargemeinden sind am Norden Olgiate Comasco, am Osten Villa Guardia, am Süden Bulgarograsso, und am Westen Beregazzo con Figliaro und Oltrona di San Mamette.

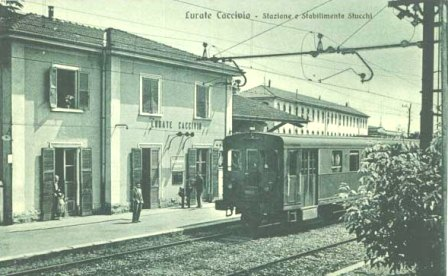
Der Bahnhof von Lurate Caccivio

## Gemeindepartnerschaften
Lurate Caccivio unterhält zwei inneritalienische Partnerschaften mit den Gemeinden Cerchiara di Calabria in der Provinz Cosenza und Fusine in der Provinz Sondrio.

## Verkehr
Die Gemeinde liegt an der Staatsstraße 342. Ein Bahnhof bestand bis 1966 an der Bahnstrecke Como–Varese.

## Sehenswürdigkeiten
- Pfarrkirche Santa Maria Annunciata (1873)[2]
- Kirche San Luigi (1880)[3]
- Kirche San Pietro (16. Jahrhundert)[4]